# Markus Bernt Eidsvig
Bernt Ivar Markus Eidsvig (Rjukan, 12 settembre 1953) è un vescovo cattolico norvegese, dal 16 luglio 2025 vescovo emerito di Oslo.

## Biografia
Monsignor Markus Bernt Eidsvig è nato a Rjukan il 12 settembre 1953.

### L'arresto da parte del KGB
Eidsvig è diventato noto a livello nazionale quando il 14 luglio 1976 è stato arrestato dal KGB a Mosca mentre fungeva da corriere per l'organizzazione in esilio Alleanza nazionale dei solidaristi russi. La missione di Eidsvig era quella di consegnare volantini, medicine renali e un manuale di "ribellione" a un russo a Mosca che aveva richiesto tale spedizione. Nel frattempo però il destinatario era stato tradito e arrestato. Gli agenti del KGB stavano quindi aspettando nell'appartamento l'arrivo di Eidsvig, che è stato poi arrestato. L'uomo è rimasto incarcerato nella prigione di Lefortovo a Mosca per 101 giorni prima che le autorità sovietiche decidessero di liberarlo. Questo è accaduto dopo che il ministro degli esteri Knut Frydenlund e il Primo ministro Trygve Bratteli si sono impegnati per ottenere la sua liberazione.
L'arresto ha attirato una notevole attenzione sia in Norvegia che in altri paesi, ma le reazioni sono state in gran parte negative. La ricostruzione dei fatti che era stata inizialmente presentata era influenzata dalla disinformazione sovietica. È stato affermato che Eidsvig avesse tenuto una condotta che avrebbe potuto portare all'arresto e che ciò che aveva fatto era stupido e ridicolo. Tra le altre cose, è stato falsamente affermato che stava distribuendo volantini in strada. Questa presentazione degli eventi ha permesso al KGB di utilizzare ritagli della stampa norvegese nei loro interrogatori per indebolire la resistenza di Eidsvig.

### Formazione e ministero sacerdotale
Prima della sua conversione al cattolicesimo, avvenuta il 20 dicembre 1977, ha studiato teologia all'Università di Oslo in vista del ministero nella Chiesa di Norvegia. Ha anche lavorato per dieci anni come libero professionista per il giornale Morgenbladet.
Dopo aver completato gli studi per la licenza presso l'Heythrop College dell'Università di Londra è stato ordinato presbitero per la diocesi di Oslo nella cattedrale di Sant'Olav a Oslo da monsignor John Willem Nicolaysen Gran. I successivi quattro anni è stato vicario parrocchiale della parrocchia di San Paolo di Bergen. Ha prestato servizio per qualche tempo come cappellano militare nelle forze armate norvegesi, in parte a Evjemoen, a nord di Kristiansand, e in parte con la compagnia di reclute mediche a Bømoen e a Voss. Il 1º gennaio 1986 è stato chiamato a succedere a padre Wilhelm Hertmann come parroco di San Paolo di Bergen. Sotto la sua guida la scuola cattolica parrocchiale è stata spostata, ampliata e ricostruita subito dietro la chiesa di San Paolo. Durante questo periodo, padre Eidsvig ha anche lavorato come insegnante presso la scuola parrocchiale. Era anche attivo nell'associazione linguistica Riksmålsforbundet.
È stato membro del consiglio presbiterale dal 1983 al 1990, del collegio dei consultori dal 1987 al 1990 e del consiglio pastorale dal 1988 al 1991.
Nell'estate del 1991 padre Eidsvig ha lasciato la Norvegia ed è stato accolto come novizio nel monastero di Klosterneuburg, appena fuori Vienna, dei canonici regolari di Sant'Agostino confederati. Il 27 agosto 1991 ha ricevuto l'abito monastico e il nome Markus. Il 30 agosto 1995 ha emesso la professione solenne. In seguito ha operato come vicario parrocchiale di Klosterneuburg-Stiftspfarre dal 1992 al 1997, maestro dei novizi dell'abbazia dal 1996 alla nomina episcopale e parroco della chiesa di San Leopoldo a Klosterneuburg dal 1997 al 2003. Sotto la sua guida il monastero ha assunto un sapore più internazionale di prima: oltre ad alcuni austriaci, ha accolto candidati agli ordini provenienti da Stati Uniti d'America, Germania, Norvegia e Vietnam. È stato anche consigliere e segretario del capitolo dell'ordine.

### Ministero episcopale
Il 29 luglio 2005, memoria di Sant'Olaf, patrono della Norvegia, papa Benedetto XVI lo ha nominato vescovo di Oslo. Ha ricevuto l'ordinazione episcopale il 22 ottobre successivo nella chiesa luterana della Trinità a Oslo dal vescovo emerito di Oslo Gerhard Schwenzer, coconsacranti l'altro vescovo emerito di Oslo John Willem Nicolaysen Gran e il vescovo di Stoccolma Anders Arborelius. È il primo vescovo del suo ordine dopo monsignor Friedrich Gustav Piffl, consacrato nel 1913, e il terzo vescovo cattolico norvegese dai tempi della Riforma protestante dopo monsignor Olaf Offerdahl e monsignor John Willem Nicolaysen Gran. La messa di consacrazione è stata trasmessa su Internet tramite www.katolsk.no.
L'8 giugno 2009 papa Benedetto XVI lo ha nominato amministratore apostolico della prelatura territoriale di Trondheim. Nel marzo del 2010 e nel giugno del 2018 ha compiuto la visita ad limina.
Il 26 febbraio 2015 monsignor Eidsvig e il direttore finanziario della diocesi sono stati accusati di frode penale in quanto è stato segnalato che la diocesi era sospettata di aver registrato persone come membri della Chiesa cattolica diverse persone senza che queste ne fossero a conoscenza o avessero espresso il loro consenso. Secondo gli accusatori la diocesi nel corso di diversi anni aveva fraudolentemente rivendicato quote di partecipazione del governo norvegese per un totale di 50 milioni di corone. Le accuse contro monsignor Eidsvig sono state ritirate nel 2016.
Il 28 ottobre 2016 papa Francesco lo ha nominato membro della Congregazione per il culto divino e la disciplina dei sacramenti.

## Genealogia episcopale e successione apostolica
La genealogia episcopale è:
- Cardinale Scipione Rebiba
- Cardinale Giulio Antonio Santori
- Cardinale Girolamo Bernerio, O.P.
- Arcivescovo Galeazzo Sanvitale
- Cardinale Ludovico Ludovisi
- Cardinale Luigi Caetani
- Cardinale Ulderico Carpegna
- Cardinale Paluzzo Paluzzi Altieri degli Albertoni
- Papa Benedetto XIII
- Papa Benedetto XIV
- Papa Clemente XIII
- Cardinale Marcantonio Colonna
- Cardinale Giacinto Sigismondo Gerdil, B.
- Cardinale Giulio Maria della Somaglia
- Cardinale Carlo Odescalchi, S.I.
- Cardinale Costantino Patrizi Naro
- Cardinale Lucido Maria Parocchi
- Papa Pio X
- Papa Benedetto XV
- Arcivescovo Sebastiano Nicotra
- Vescovo Pierre Nommesch
- Vescovo Jacques Mangers, S.M.
- Vescovo John Willem Nicolaysen Gran, O.C.S.O.
- Vescovo Gerhard Schwenzer, SS.CC.
- Vescovo Markus Bernt Eidsvig, C.R.S.A.

La successione apostolica è:
- Vescovo Berislav Grgić (2009)
- Vescovo Erik Varden, O.C.S.O. (2020)

## Araldica
| Stemma | Titolare                             | Blasonatura |
|        | Markus Bernt Eidsvig Vescovo di Oslo | Inquartato cucito: al I e al IV di rosso a due asce addossate d'oro; al II e al III partito cucito: al primo di rosso alla croce a tau d'argento rovesciata, uscente dalla partizione; al secondo d'azzurro al bastone di Aronne d'oro. Ornamenti esteriori da vescovo. Motto: "Labori non honori". |